# Bel·lí
Bel·lí (en llatí: Bellinus) o, més probablement, Bel·liè (en llatí: Bellienus) i, per tant, pertanyent a la gens Bel·liena, va ser un magistrat romà del segle i aC.
Exercí el càrrec de pretor juntament amb Sextili en data incerta, probablement entre el 68 i el 66 aC; durant el càrrec, tots dos varen ser víctimes dels pirates cilicis, que els capturaren a ells i als seus lictors. L'anècdota és coneguda gràcies a Plutarc i Apià.